# 不可思议行动

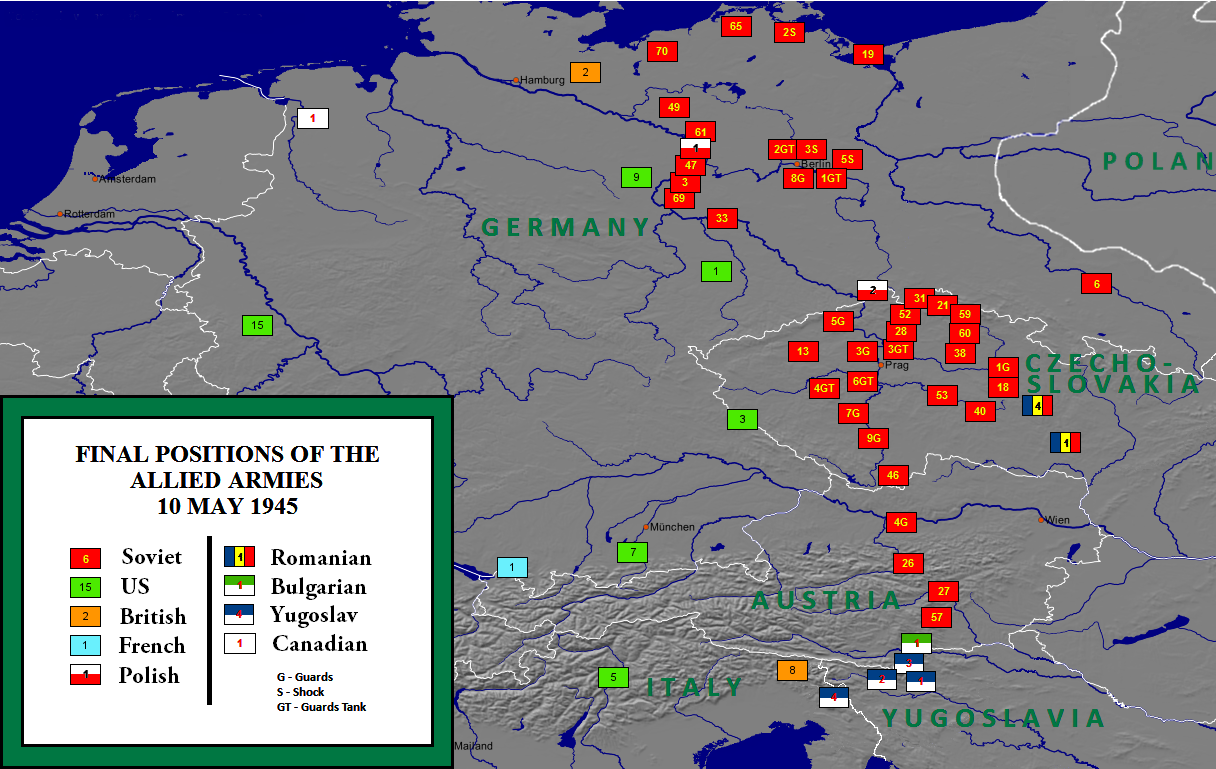
1945年5月10日盟国陆军在中欧的位置。苏联在数量上相对西方盟国占有优势，人数比例4:1，坦克数量比例2:1

不可思议行动（英語：Operation Unthinkable）是有关西方盟国和苏联间冲突的两份计划的代号。两份计划都是1945年由时任英国首相丘吉尔下令制定，并由英国武装力量联合计划参谋部于第二次世界大战末开发。
第一份計劃是對駐德蘇軍的突襲，當該行動被認為不可能實行時，原計畫被放棄。然而該代號被繼續使用，不過被替換為防禦計畫，第二份計畫是假設當美軍撤出歐洲大陸時，英軍如何防禦蘇軍往北海與大西洋方向的攻勢。
這份研究成為冷戰時期第一份有關與蘇聯發生戰爭的應急計畫。這兩個計劃在當時都屬於高度機密，直到1998年才公諸於世。

## 背景
英國之所以會被捲入第二次世界大戰的主因之一是英國－波蘭軍事同盟。1939年3月15日，納粹德國違反慕尼黑協定並併吞捷克斯洛伐克；作為回應，英國與法國在3月31日聯合保證波蘭的主權獨立。波蘭與英國在8月25日簽訂安全保證條約，條約明訂當波蘭遭到「歐洲國家」的攻擊時，英方將會給與波蘭軍事援助；9月4日，法國政府也批准了1921年法國－波蘭軍事同盟的續約，波蘭正式成為繼英法以後的第三個同盟國成員國。當納粹德國於9月1日入侵波蘭後不久，蘇聯也在9月17日侵略波蘭。1940年4-5月蘇聯針對波蘭軍官與知識份子進行集體處決（卡廷大屠殺）。1944年7月29日蘇軍抵達華沙近郊，8月1日華沙起義。1945年2月的雅爾達會議上，史達林曾經承諾將會給予波蘭等東歐國家實施自由選舉。隨著戰爭在1945年5月8日於歐洲告一段落，波蘭等東歐國家被蘇聯占領，並且由共產黨執政。
時間回到1941年，當時邱吉爾認為戰爭結束後，大英帝國與美利堅合眾國將會組成世界有史以來最強大的軍事經濟同盟，而蘇聯則會在殘破的國土上掙扎；蘇軍在經過大整肅之後只是一支三流的軍隊，無力反攻而且需要英美的援助。然而沒想到後來蘇聯不但收復失地，還用舊時那種報復懲罰的態度併吞百沙摩、卡累利阿、愛沙尼亞、拉脫維亞、立陶宛、東普魯士、波蘭東部、喀爾巴阡—魯塞尼亞與比薩拉比亞、並任意將境內「少數民族」強制集體遷徙流放，此外戰後蘇聯還在東德、波蘭、捷克斯洛伐克、奧地利、羅馬尼亞與匈牙利等國長期駐軍（駐德蘇軍、駐波蘭蘇軍、駐中歐蘇軍、駐巴爾幹蘇軍）。
溫斯頓·邱吉爾認為蘇聯在戰後的歐洲部署的龐大兵力是對西方文明的威脅。不可思議行動是由邱吉爾所提議，該行動計畫由英國主導的西方盟軍攻擊蘇聯，目的是為了解放華沙、確保一個自由的波蘭、向蘇聯展示大英帝國及其同盟維護自由世界的決心。
|              | 西方盟國 | 蘇聯   | 比率     |
| ------------ | -------- | ------ | -------- |
| 步兵師       | 80       | 228    | 1 : 2.85 |
| 裝甲師       | 23       | 36     | 1 : 1.57 |
| 戰術作戰飛機 | 6,048    | 11,802 | 1 : 1.95 |
| 戰略作戰飛機 | 2,750    | 960    | 2.86 : 1 |

## 攻勢行動
參謀部認為由於蘇聯在戰後於歐洲仍部署大量兵力，加上不信任蘇聯領導人約瑟夫·史達林，因此蘇聯對西歐而言乃一大威脅。此時蘇聯在歐洲對盟軍的兵力優勢為4:1、坦克數量比為2:1。從蘇聯的角度上來說，西方盟國的攻擊將代表資本主義國家背叛反法西斯同盟，由於蘇聯當時還尚未對日本發動攻擊，因此報告中有一個假設是當蘇聯與西方盟國開始敵對狀態，蘇聯將會選擇與日本同盟。
計畫中盟軍對蘇聯佔領下的歐洲發動攻擊的假定時間為1945年7月1日。該計畫由英國與美國的47個師（包括14個裝甲師）在德勒斯登附近（蘇軍防線的中點）發動突襲，分別往斯德丁與波茲南方向攻擊。這代表當時英國、美國與加拿大所能動用的大約100個師（約2,500,000兵力）的一半l。當地面部隊往東攻擊的同時，英國皇家海軍將會沿著波羅的海海岸支援盟軍左翼。英國皇家空軍與美國空軍將會從丹麥與德國北部的基地出擊。空中優勢與科技優勢可能可以抵消蘇聯的數量優勢，但是作為報復，蘇聯可能會侵略占領波斯與伊拉克的油田、入侵挪威、土耳其、希臘切斷盟軍的補給線。英屬印度方面只有3個旅團對抗蘇聯的11個師，但是後勤問題將會阻止蘇聯抵達埃及。同樣的後勤問題也會發生在盟軍身上，因為戰爭期間成功的戰略轟炸已經摧毀了德國大部份的鐵公路設施。
1945年7月1日歐洲的盟軍兵力為：64個美國師、35個英帝國師與4個波蘭師，總計為103個師，其中包括23個裝甲師。蘇聯則有264個師，包括36個裝甲師。空軍方面，盟軍在西歐與地中海有6,714架戰鬥機與2,464架轟炸機；蘇聯則有9,380架戰鬥機與3,380架轟炸機。為了彌補差距，計畫甚至考慮徵用剛投降不久的德意志國防軍與剩下的工業生產能力。
該計畫後來被英國參謀長委員會認為是無法實行的，主因是蘇聯地面部隊對西方盟國有3:1的人數優勢。如果突襲行動不能在冬季開始之前取得成功，那麼形勢將演變成為對蘇聯的全面戰爭，盟軍將要有進行一場長期而且代價高昂的戰爭的心理準備。1945年5月22日的報告指出攻勢行動是“冒險的”。英國陸軍總長艾倫·布鲁克在日記中寫道：“這個計畫想當然爾是異想天開的，而成功的機率相當不可能。從現在起俄羅斯無庸置疑的在歐洲可說是擁有絕對的力量。”

## 防禦行動
第二份計畫是為了回應溫斯頓·邱吉爾在1945年6月10日的指示，主要關注於英國在與俄羅斯發生戰爭時的防守計畫。此時美國主力部隊將轉移到太平洋戰場，準備入侵日本本土。登陸並且征服日本預計將造成1,700,000至4,000,000名美軍傷亡、其中包含400,000至800,000名美軍陣亡，美軍可能撤出歐洲，邱吉爾擔心這股支援力量的削弱會給蘇聯可趁之機，對西歐發動攻勢行動。盟軍可能將被迫退守瑟堡、低地國或丹麥等橋頭堡等待反擊。
聯合計畫參謀部認為邱吉爾在歐洲大陸保留橋頭堡的想法沒有行動上的優勢。英國可以使用其空軍與海軍力量抵抗入侵，報告認為蘇聯海軍的實力有限，不太可能對不列顛群島發動兩棲攻擊，但是蘇聯可能使用新型的火箭導彈來進行戰略轟炸，英國本土將面臨比德國V-2火箭更沉重的打擊，報告預估英國需要230中隊的戰鬥機與300中隊的轟炸機來進行防禦。

## 後續討論
華盛頓方面並不想與莫斯科發生正面衝突，美國總統哈利·S·杜魯門的越洋電報明白表示美方不可能支持這樣的計畫，加上邱吉爾在1945年7月的選舉中大敗失去首相職務，不可思議行動也因此宣告夭折廢止。然而隨著東西方的緊張與衝突局勢日漸高漲，邱吉爾留下的智慧又再度重見天日。1946年8月30日英國與美國參謀部又針對未來歐洲發生戰爭可能的假想情況進行了非正式討論。在歐洲大陸保留橋頭堡的問題又被拿出來討論。